# Charles T. James
Charles T. James (West Greenwich, 1805. szeptember 15. – Sag Harbor, 1862. október 17.) az Amerikai Egyesült Államok szenátora (Rhode Island, 1851–1857).